# حرمان كنسي

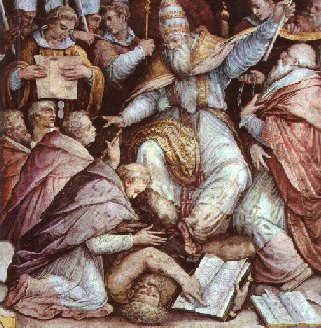
تصوير متوقع للإمبراطور غريغوري السابع يحرم الإمبراطور هنري الرابع

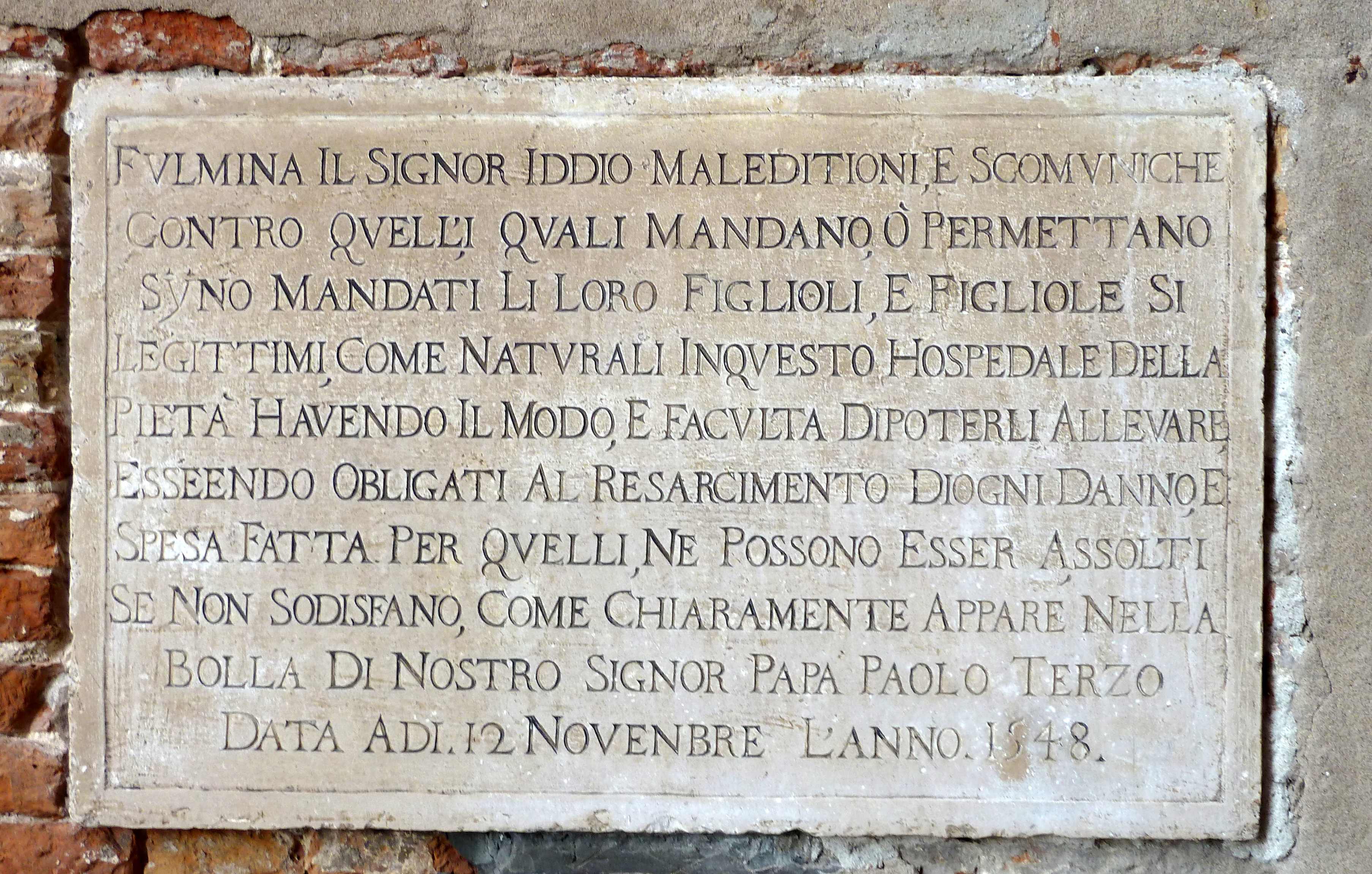
تفاصيل عقوبة الحرمان الكنسي على عجلة اللقيط في البندقية بإيطاليا

الحرمان الكنسي أو الحرمان البابوي أو الحَرْم الكنسي هو عقوبة يُنزلها مشرفي الرقابة الدينية لفصل أو على الأقل تنظيم شراكة شخص من المصلين مع أعضاء آخرين في المؤسسة الدينية الذين هم في شركة عادية مع بعضهم البعض. الغرض من العمل المؤسسي هو حرمان أو تعليق أو تقييد العضوية في جماعة دينية أو تقييد بعض الحقوق داخلها، ولا سيما تلك المتعلقة بالتواصل مع أعضاء آخرين في الجماعة وتلقي الأسرار المقدسة. يُقَسَّمُ الحِرْمُ إلى نوعَيْنِ، الحِرْمِ الصَّغِيرِ، وبموجبه يُمْنَعُ الْمَرْءُ مِنَ التقدُّمِ لنَيْلِ أَحَدِ الأسرارِ السبعةِ المقدسةِ، لكنْ تُقَامُ عَلَيْهِ أشباهُ الأسْرارِ حَتَّى صلاةُ الجنازةِ. الحِرْمُ الصَّغِيرُ يكون تلقائيًا، فنُصْحُ شخصٍ بالإجهاضِ أو حضِّهِ على الِانتحارِ مثلاً، يؤدِّي تلقائيًّا إلى الحِرمِ الصَّغيرِ وقطع الشركةِ مع الكَنِيسَةِ الجامِعةِ. أمَّا الحِرمُ الكَبيرُ، فَيُمنعُ بموجبهِ المَرءُ من أيِّ عَمَلٍ كَنَسِيٍّ أو روحانيٍّ، حتى إشهارِ التَّوبةِ، ويكونُ شخصيًّا، ويضعُهُ البابا أو مجمع مسكوني؛ غيرَ أنَّهُ قد يكونُ عامًّا أيضًا، فمثلًا حَكَمَتِ الكنيسةُ الكَاثُولِيكِيَّةُ على أتباعِ الأَحْزَابِ الشُّيُوعِيَّةِ الَّذِينَ أنْكَرُوا الله وحارَبُوا الدِّينَ بِالحِرمِ الكَبيرِ لا يُفسحُ منهُ سِوَى البابا.
تمارس جميع الطوائف المسيحية هذا العمل، لكنه يستخدم بشكل عام للإشارة لعملية الإقصاء الديني المؤسسي أو التجنب. مثلاً يحرم الأميش الأعضاء الذين شوهدوا أو عُرِفوا بخرق القواعد، أو استجوبوا الكنيسة. فيما يستخدم شهود يهوه مصطلح «كافر» أو الاتهام بالكفر شكلاً من أشكال الحرمان الكنسي.
يوجَدُ أيضًا في اليهوديةِ ما يشبهُ الحِرمانَ الكَنَسِيَّ باسم حِرْم (مثل ما حدث مع باروخ سبينوزا)، ويقابله بَعْضٌ بالتكفيرِ في الإسلام.

## أصل الكلمة
تعود كلمة الحرمان باللغة العربية إلى حرام وهو نقيض الحلال ووالحَرامُ ما حَرَّم اللهُ وفقاً لقاموس لسان العرب 
فيما تعني الكلمة الأصل (بالإنجليزية: Excommunication) الإخراج من المناولة المقدسة في الأصل اللاتيني لها (to expel from communion) أو الإخراج من الشراكة المقدسة وفقاً للكنيسة الكاثوليكية.

## البهائية

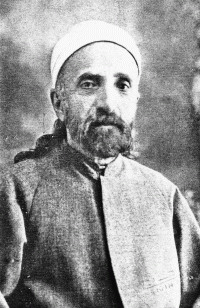
ميرزا محمد علي ، ابن حضرة بهاءالله ، طرده عبد البهاء.

توجد عقوبة الحرمان الديني أو الطرد في الديانة البهائية إلَا أنها نادراً ما تحدث، ولا تستخدم عند انتهاك معايير المجتمع أو المعارضة الفكرية للدين أو التحول لدين آخر. وإنما توضع لقمع المعارضة المنظمة التي تهدد وحدة المؤمنين. منتهك العهد هو مصطلح يستخدمه البهائيون للإشارة إلى شخص حرم من المجتمع البهائي لخرقه «العهد» وقام بالترويج بنشاط للانقسام في الدين أو معارضة شرعية سلسلة خلافة القيادة.
في الوقت الحالي، يملك بيت العدل البهائي السلطة الوحيدة لإعلان أن شخصًا ما مخالفاً للعهد  وبمجرد إعلانه وتحديده، يُتوقع من جميع البهائيين نبذه، حتى لو كانوا أفرادًا في العائلة. وفقا لعبد البهاء فإن انتهاك العهد مرض معد. تحظر الكتابات البهائية الارتباط بمن يخالفون العهد، ويحث البهائيين على تجنب أدبهم، مما يوفر استثناءً للمبدأ البهائي المتمثل في التحقيق المستقل للحقيقة. معظم البهائيين غير مدركين للانقسامات البهائية الصغيرة الموجودة.

## المسيحية
الهدف من الحرمان الكنسي هو لإخراج الأعضاء الذين يمارسون تصرفات أو يُعلمون تعاليم مخالفة للإيمان المسيحي وينشرون الهرطقات خارج الكنيسة. وذلك لحماية المؤمنين المسيحيين من هذه التجاوزات وإعطاء فرصة للمحروم بمعرفة خطئه والتوبة عنه.

### الكنائس الكاثوليكية

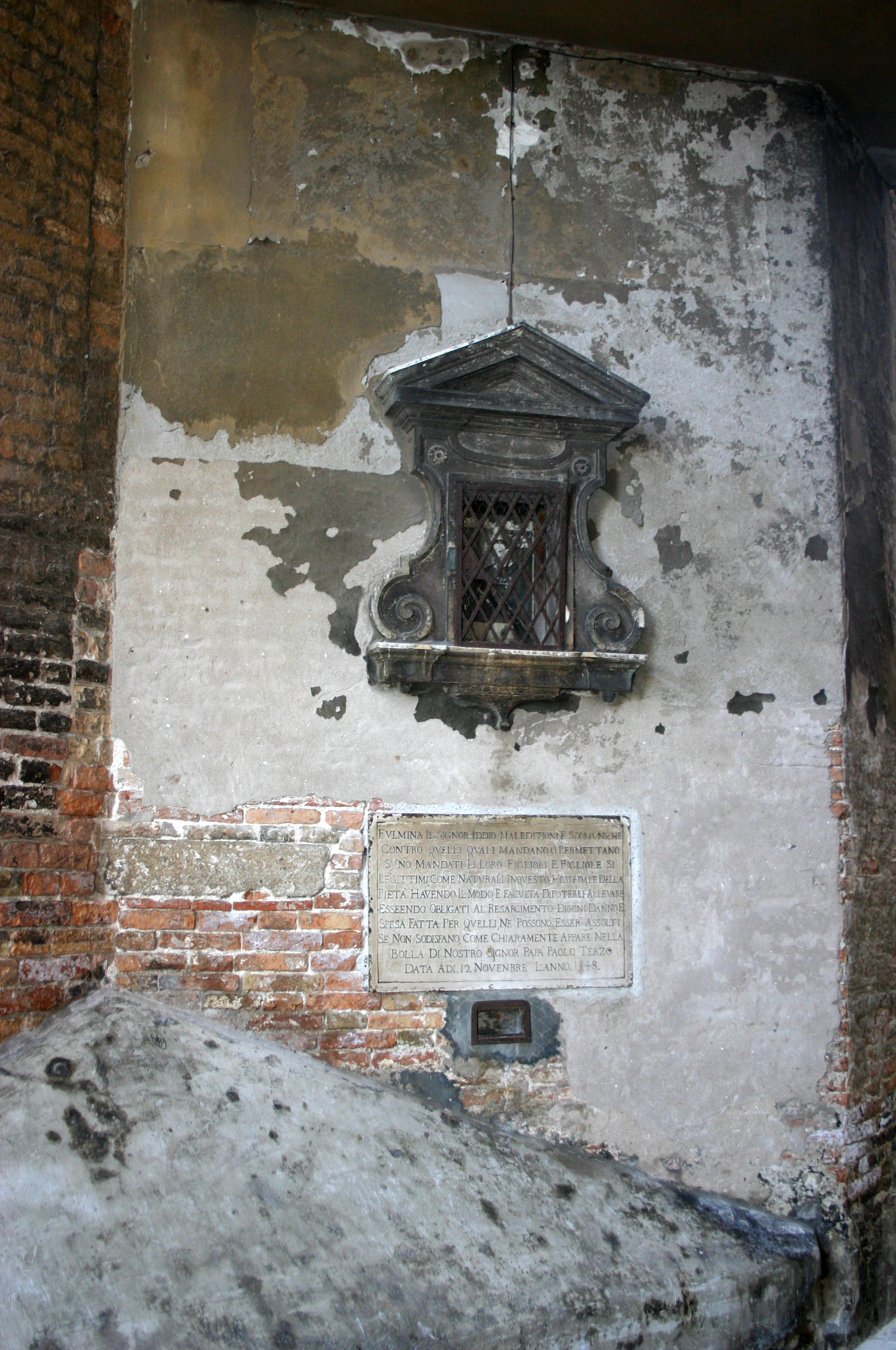
لوحة على الجزء الخارجي من كنيسة دار الأيتام في البندقية. هذا هو المكان الذي وقفت فيه عجلة اللقيط. يعلن النقش «نقلاً عن مرسوم بابوي للبابا بولس الثالث في 12 نوفمبر 1548، أن الله يلحق» الأذى والحرمان«على كل من يتخلى عن طفل من أطفالهم ممن لديهم القدرة على تربيته، وأنه لا يمكن إعفاؤهم إلا إذا قاموا برد الأموال أولاً جميع المصاريف المتكبدة.»

هناك انقسام في الكنيسة الكاثوليكية فيما يتعلق بالحرمان الكنسي بين الكنيسة اللاتينية والكنائس الكاثوليكية الشرقية

#### الكنيسة اللاتينية

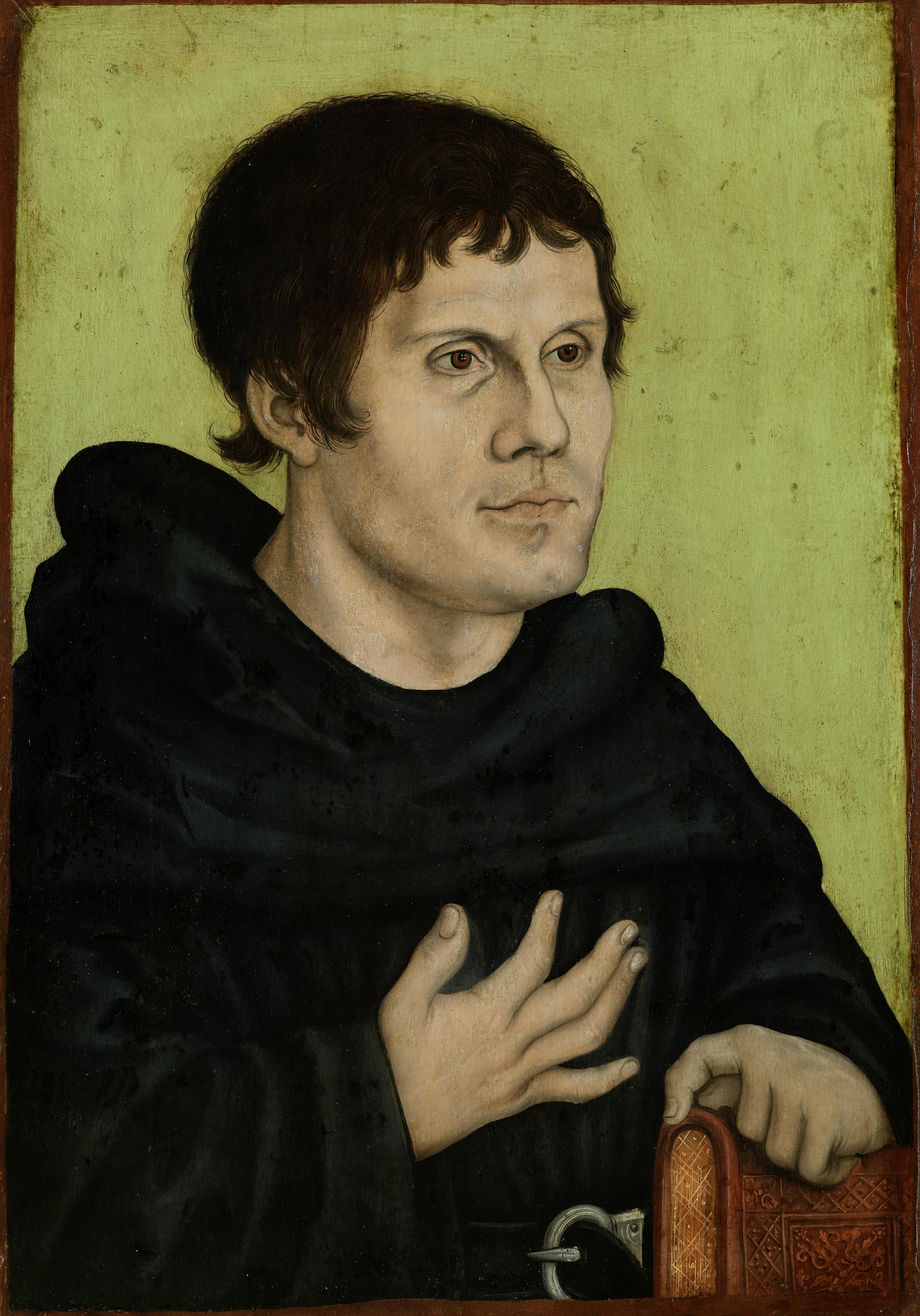
طُرد مارتن لوثر من الكنيسة بواسطة البابا ليو العاشر عام 1520.

يحصل الطرد في الكنيسة اللاتينية إما بشكل تلقائي (اللاتينية: Latae sententiae) عند ارتكاب الجرم الكنسي التي يفرض عليها القانون الكنسي هذه العقوبة، أو بعد إطلاق الحكم (اللاتينية: ferendae sententiae) بعد إعلانه من السلطة الشرعية في هذه المؤسسة الدينية، أو يعلن الحكم من محكمة كنسية.

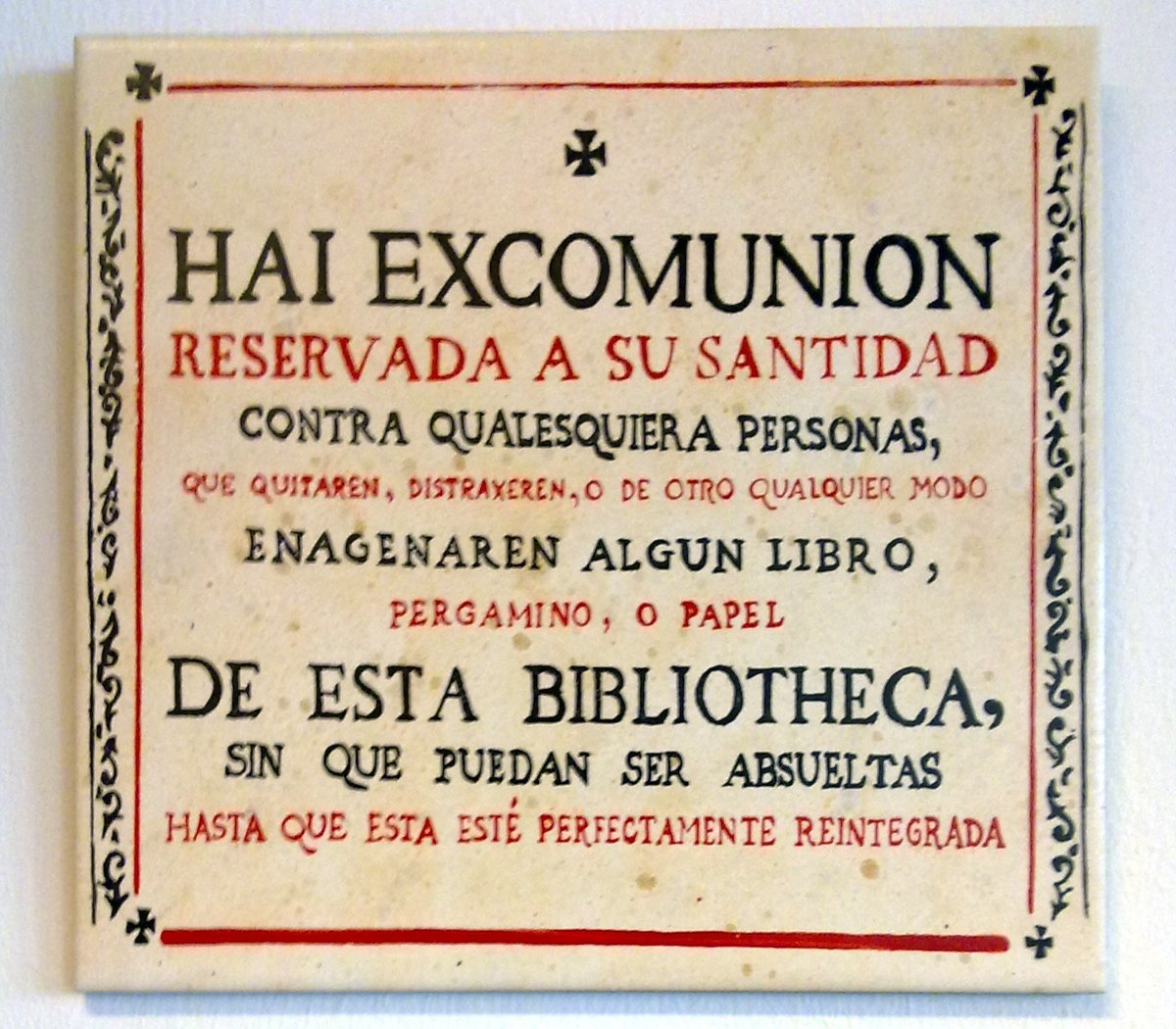
تهديد بالحرمان بسبب سرقة الكتب من مكتبة جامعة سالامنكا

يقول الأسقف توماس ج. بابروكي -هو أسقف أمريكي للكنيسة الرومانية الكاثوليكية يعمل أسقفًا لأبرشية سبرينغفيلد، إلينوي-:
وهذه الأنشطة مدونة في القانون الكنسي رقم 1331 الفقرة الأولى، وتمنع الفرد من أي مشاركة دينية ضمن الكنيسة مثل المناولة المقدسة وأي مراسم دينية أخرى للعبادة، بالإضافة للاحتفال بممارسة معينة أو قبول أي منصب ديني أو أي وظيفة أخرى.

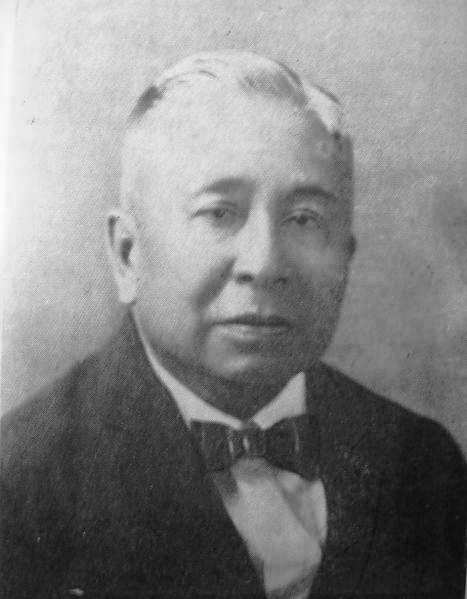
طرد البابا ليون الثالث عشر إيزابيلو دي لوس رييس - مؤسس كنيسة أغليبايان - من الكنيسة الكاثوليكية لكونه مرتداً منشقاً عنها وذلك عام 1903.

وفقاً للقانون الكاثوليكي الحالي، يحق للمحرومين حضور القداس الإلهي إلا أنهم لا يستطيعون التقدم للمناولة المقدسة، كذلك يمكنهم الاشتراك الفعال في القيام بالشعائر الدينية مثل القراءات وحمل المراوح وغير ذلك، إلا أن الفكرة أن المحروم يفقد حقه بممارسة السر المقدس، لكنه مازال ملزماً بالتزامات القانون الكنسي، ويستعيد المحرومون حقوقهم عندما يوفق بينهم وبين الكنيسة عبر العفو عن هذه العقوبة. ويُشجع المحرومون على الحفاظ بعلاقة مع الكنيسة لأن الهدف هو تشجيعهم للرجوع إلى التوبة والمشاركة الفعالة مرة أخرى في الحياة الدينية.
هذه هي آثار الحرمان الكنسي في الكنيسة اللاتينية، مثلاً، لا يجوز للكاهن أي يرفض تقديم المناولة علناً لشخص محروم كنسياً تلقائياً (Latae sententiae) طالما لم يتم الإعلان رسمياً من السلطة الدينية بحرمانه، حتى لو كان الكاهن يعلم بتعرضه لها. لكن من ناحية أخرى، إن أُعلن الحرمان الكنسي على شخص ولم يبق تلقائياً (ferendae sententiae)، فلا يجوز للكاهن بتقديم المناولة المقدسة لهذا الشخص.
يُحل الحرمان الكنسي في الكنيسة الرومانية الكاثوليكية عبر إعلان التوبة. إن كانت الخطيئة تنطوي على هرطقة فيجب الاعتراف بقانون الإيمان والقيام بقعل إيماني. أما إن كان منشقاً عن الكنيسة فيجب أن يقوم بتجديد الطاعة من الشخص المطرود. عندها يُرفع اللوم ويغفر القس أو الأسقف المخول للقيام بذلك، ويمكن أن يتم الحل في مكان خاص داخلي أو في مكان عام خارجي، اعتماداً فيما لو كان الشخص سيفضح إن حُلت خطيئته بشكل خاص، وإذا ما سيبقى الشخص محروماً في المجالس العامة بعد. بما أن الحرمان الكنسي يمنع الشخص من قبول المقدسات، فالمغفرة عن المحروم مطلوبة قبل المغفرة عن الخطيئة التي أدت لهذا العمل، لكن غالباً ما يتم الحدثان في مناسبة واحدة، حسب خصوصية الطائفة.
يختلف من يستطيع أن يعطي الحل الكنسي للمحروم حسب الخطيئة التي مارسها، فقد يقتصر على الأسقف أو أي شخص ديني آخر وفي بعض الأحيان البابا.
هناك أيضاً الاعتراض (اللاتينية: Interdict) وهو لوم الشخص على أعماله، أقل درجة من الحرمان الكنسي إذ يُستبعد الاسم من المناصب الدينية وممارسة طقوس العبادة، لكنه يبقى ضمن الرعية وموظفاً في المؤسسة الدينية.

#### الكنيسة الكاثوليكية الشرقية
في الكنائس الكاثوليكية الشرقية، لا يُفرض الحرمان الكنسي إلا بمرسوم، ولا يُفرض تلقائيًا عبر الحرمان التلقائي المعتمد في الكنيسة اللاتينية.لكن للحرمان نوعين في الكنيسة الكاثوليكية الشرقية، أولهم الحرمان الصغير يُستثنون من التقدم للقربان المقدس كما يمكن أن يُستثنوا من حضور القداس الإلهي، أو حتى منعهم من دخول الكنيسة عندما يكون طقس ديني قائماً. ويجب أن يوضح مرسوم الحرمان الأثر الدقيق له على الشخص وحتى مدته وإذا لزم الأمر.
من ناحية أخرى، يُحظر على من يخضعون للحرمان الكبير ليس فقط المناولة المقدسة، لكن أيضاً حضور الأسرار الدينية الأخرى وإدارتها، وممارسة أي مناصب أو خدمات أو وظائف كنسية على الإطلاق، وأي ممارسة من هذا القبيل من قبلهم تعتبر باطلة. حيث يُستبعد المطرودون من من المشاركة في القداس الإلهي وأي احتفالات عامة أخرى متعلقة بالعبادة الإلهية. يُحظر عليهم الاستفادة من أي امتيازات ممنوحة لهم سابقاً ولا يمكن منحهم أي كرامة أو منصب أو خدمة أو وظيفة في الكنيسة، ولا يمكنهم الحصول على أي معاش تقاعدي أو مكافآت مرتبطة بهذه الشخصيات وما إلى ذلك، وهم محرومون من الحق للتصويت أو أن يُنتخب. يوافق الحرمان الصغير الاعتراض في اللاتينية تقريباً.

### الجرائم المحرمة في الكنيسة الكاثوليكية
يمكن التمييز بين عدة أنواع للجرائم المحرِّمة في الكنيسة الكاثوليكية حسب:
- مثلما ذكر آنفاً، عندما تكون العقوبة تلقائية وفُرضت عبر ارتكاب الفعل نفسه، والتي يجب أن تفرضها المحكمة الدينية.
- من له الحق في حل العقوبة إن كان الأسقف أو الكرسي الرسولي.
- إن كان يجب تجنب المحروم من بعد ذلك (المُتجاهَل) أم لا، حسب قانون 1983 لم يتم استخدام مصطلح التجاهل (Vitandus).

وأيضاً مثلما ذكر آنفاً، لا يخضع الأشخاص الذين ينتمون إلى كنيسة كاثوليكية شرقية أبدًا للعقوبة التلقائية؛ لذلك لم يتم ذكر ذلك صراحة في القوائم أدناه.

#### العقوبة التلقائية (Latae sententiae)
يكون الشخص محروماً كنيساً تلقائياً أو إذا كان من الكنيسة الشرقية فيكون محروماً وفقاً للقرار الرسمي إذا كان:
1. يستخدم القوة الجسدية ضد البابا (محفوظة للكرسي الرسولي، للكاثوليك الشرقيين حتى للبابا شخصيًا؛ يمكن مراجعة بند القانون الكنسي لعام 1983 (CIC) رقم 1370، ومجموعة قوانين الكنائس الشرقية CCEO بند 1445؛ كانت تستخدم بحكم الواقع في الحرمان الكنسي حتى عام 1983، يمكن أيضاً العودة إلى البند 2343 من القانون الكنسي لعام 1917)،
2. يتظاهر المحروم بإعفاء شريكه (وهو مُبطل وفقًا للبند رقم 977) من إثمه ضد الوصية السادسة (محفوظة للكرسي الرسولي؛ يمكن مراجعة بند القانون الكنسي لعام 1983رقم 1378 الفقرة 1، ومجموعة قوانين الكنائس الشرقية CCEO بند 1457، وبند رقم 728 الفقرة 1)،
3. ينتهك بشكل مباشر خاتم الاعتراف (محفوظ للكرسي الرسولي؛ يمكن مراجعة بند القانون الكنسي لعام 1983 رقم 1388، ومجموعة قوانين الكنائس الشرقية CCEO بند 1456 الفقرة 1، وكذلك القانون رقم 728 الفقرة 1)،
4. يَرمي أو لغرض التدنيس يحتفظ بالقربان المقدس (محفوظة، للكنيسة الكاثوليكية اللاتينية، للكرسي الرسولي؛ يمكن مراجعة القانون للاتين رقم 1367 وفي الكنيسة الشرقية رقم 1442)،
5. يُكرَّس، كأسقف، أسقفًا آخر بدون تفويض من الكرسي الرسولي أو يتلقى مثل هذا التكريس (محفوظة، للكاثوليك اللاتينيين، للكرسي الرسولي؛ يمكن مراجعة القانون للاتين رقم 1383، وفي الكنيسة الشرقية رقم 1459 الفقرة 1)،
6. مرتد (يمكن مراجعة القانون للاتين رقم 1364 الفقرة الأولى 1، وكذلك رقم 751، وفي الكنيسة الشرقية رقم 1436 الفقرة 1)، أي شخص يتنصل تمامًا من الإيمان المسيحي،
7. زنديق (يمكن مراجعة القانون للاتين رقم 1364 الفقرة الأولى 1، وكذلك رقم 751، وفي الكنيسة الشرقية رقم 1436 الفقرة 1)، أي ينكر أو يشك في عقيدة الكنيسة الكاثوليكية،
8. منشقاً عن التعليم المسيحي (يمكن مراجعة القانون للاتين رقم 1364 الفقرة الأولى 1، وكذلك رقم 751، وفي الكنيسة الشرقية رقم 1437 الفقرة 1)، أي أنه يرفض الخضوع للبابا أو لأعضاء الكنيسة الآخرين التابعين للبابا (وليس هو -تماماً- ما ينطبق على الشخص الذي يعصي مجرد أمر أصدره البابا [24])،
9. إجراء عملية إجهاض (يمكن مراجعة بند القانون الكنسي لعام 1983رقم 1398، ومجموعة قوانين الكنائس الشرقية CCEO القانون رقم 1450 الفقرة 2)،
10. يلتزم السيمونية في الانتخابات البابوية (المجمع المغلق) (Universi Dominici gregis [UDG] رقم 78)،
11. بصفته كاردينالًا أو أي شخص آخر يشارك في الاجتماع السري (سكرتير الاجتماع السري، وما إلى ذلك)، يُعلن عن سلطة حصرية أو يساعد، بأي طريقة أخرى، في التأثير على الانتخابات البابوية (UDG no. 80)،
12. بصفته كاردينالًا، يبرم أي مواثيق أو صفقات أو وعود تتعلق بالانتخاب البابوي في اجتماع سري؛ هذا لا يمنع الكرادلة من مناقشة من سينتخبون (UDG رقم 81).
13. حيث يحاول الأسقف منح الكهنوت للمرأة، جنبًا إلى جنب مع المرأة التي حاولت تلقي التكريس. في كل من الطقوس الشرقية واللاتينية، الحرمان محجوز للكرسي الرسولي.[25]

#### الحرمان الكنسي بقانون
يجوز أن يحرم الشخص حرماناً كنسياً رسمياً إذا:
1. حاول إقامة القداس الإلهي دون أن يكون كاهنا (يُحتمل، بالنسبة للكاثوليك اللاتين، أيضًا حظرًا تلقائي على الأشخاص العاديين وتعليقعمل رجال الدين، يمكن يمكن مراجعة بند القانون الكنسي لعام 1983رقم 1378 الفقرة ومجموعة قوانين الكنائس الشرقية CCEO القانون رقم 1443)
2. يسمع اعترافًا أو يحاول إبراء ذمة دون أن يكون قادرًا على إبراء ذمة (بالنسبة للكاثوليك اللاتينيين؛ هذا بالطبع لا يشمل عوائق من جانب التائب لمجرد سماع الاعترافات، وعوائق خفية من جانب التائب أمام الحكم؛ القانون رقم 1378 الفقرة الثانية رقم 1؛ يحتمل أيضًا الحصول على عقوبة اعتراض تلقائي للأشخاص العاديين وتعليق عمل رجال الدين)،
3. يكسر ختم الاعتراف كشخص ليس المعترف، على سبيل المثال مترجم أو شخص سمع شيئًا قيل (بالنسبة للكاثوليك اللاتين، القانون رقم. 1388 § 2 للكنيسة اللاتينية)،
4. الذي ينتهك قانون العقوبات الذي يسمح بالحرمان الكنسي الذي تم سنه على المستوى المحلي، والذي لا يجوز للسلطة المحلية فعله إلا بحذر شديد والجرائم الجسيمة (بالنسبة للكاثوليك اللاتينيين، القانون رقم 1318)،
5. يغفل بعناد، لكونه كاهن الكاثوليكية الشرقية، الاحتفال دينى في القداس الإلهي ويشيد الإلهية (وليس إلزاميا، القانون رقم. 1438 للكنيسة الكاثوليكية الشرقية)،
6. يرتكب عنفًا جسديًا ضد بطريرك أو متروبوليت، بصفته كاثوليكيًا شرقيًا (قانون 1445 § 1 للكنيسة الكاثوليكية الشرقية)،
7. يحرض على الفتنة ضد أي رئيس، ولا سيما البطريرك أو البابا، باعتباره كاثوليكيًا شرقيًا (قانون 1447 §1، ليس إلزاميًا)،
8. يرتكب جريمة قتل، بصفته كاثوليكيًا شرقيًا (قانون 1450 § 1 للكنيسة الكاثوليكية الشرقية)،
9. يختطف أو يصاب بجروح خطيرة أو يشوه أو يعذب (جسديًا أو عقليًا) شخص، ككاثوليكي شرقي (قانون. 1451 للكنيسة الكاثوليكية الشرقية، ليس إلزاميًا)،
10. يتهم شخصًا ما كذباً بارتكاب جريمة [قانونية] ، بصفته كاثوليكيًا شرقيًا (قانون رقم 1454 للكنيسة الكاثوليكية الشرقية، ليس إلزاميًا)،
11. يحاول استخدام تأثير السلطة العلمانية للحصول على القبول في الكهنوت أو أي وظيفة في الكنيسة، ككاثوليكي شرقي (قانون رقم 1460، ليس إجباريًا)،
12. يدير أو يتلقى القربان المقدس، باستثناء الكهنوت، أو أي وظيفة في الكنيسة من خلال السيمونية ككاثوليكي شرقي (القانون رقم 1461f.للكنيسة الكاثوليكية الشرقية، ليس إلزاميًا).

### الكنيسة الأرثوذكسية الشرقية
في الكنيسة الأرثوذكسية الشرقية، الحرمان الكنسي هو استبعاد عضو من القربان المقدس وليس الطرد من الكنائس. يمكن أن يحدث هذا لأسباب مثل عدم الاعتراف خلال تلك السنة؛ يمكن أيضًا فرض الحرمان كجزء من فترة التوبة. يتم ذلك عمومًا بهدف إعادة العضو إلى الشركة الكاملة. قبل أن يُفرض حرمان طويل الأمد، عادة ما يتم استشارة الأسقف. لدى الأرثوذكس الشرقيين يكون الطرد عبر النطق باللعنة، لكن هذا يقتصر فقط على أعمال البدعة الجادة وغير التائبة. وكمثال على ذلك، أعلن مجمع القسطنطينية الثاني في عام 553، في جلسته الحادية عشرة:

### الكنيسة اللوثرية
يحوي قانون الكنائس اللوثرية نظرياً على عقوبة الحرمان الكنسي، إلا أنّه لا يطبق عملياً في الطائفة. يميز لوثر في مقالات سماكالد بين الحرمان العظيم والصغير. إذ أنَّ الأخير هو منع الفرد من الأفخارستيا و «الشركة الأخرى في الكنيسة». في حين أن الحرمان الكنسي «العظيم» استثنى شخصًا من الكنيسة والجماعات السياسية التي اعتبرها خارج سلطة الكنيسة والقادة المدنيين فقط. وضعت ممارسة لوثرية حديثة في شرح المجمع الكنسي اللوثري للكنيسة ميسوري لعام 1986 إلى التعليم المسيحي الصغير، والذي عرفه مكتب المفاتيح بدءًا من الأسئلة رقم 277-284. ويحاولون العمل وفقاً لما ورد في الإصحاح الثامن عشر من إنجيل متى «وَإِنْ أَخْطَأَ إِلَيْكَ أَخُوكَ فَاذْهَبْ وَعَاتِبْهُ بَيْنَكَ وَبَيْنَهُ وَحْدَكُمَا. إِنْ سَمِعَ مِنْكَ فَقَدْ رَبِحْتَ أَخَاكَ. وَإِنْ لَمْ يَسْمَعْ، فَخُذْ مَعَكَ أَيْضًا وَاحِدًا أَوِ اثْنَيْنِ، لِكَيْ تَقُومَ كُلُّ كَلِمَةٍ عَلَى فَمِ شَاهِدَيْنِ أَوْ ثَلاَثَةٍ. وَإِنْ لَمْ يَسْمَعْ مِنْهُمْ فَقُلْ لِلْكَنِيسَةِ. وَإِنْ لَمْ يَسْمَعْ مِنَ الْكَنِيسَةِ فَلْيَكُنْ عِنْدَكَ كَالْوَثَنِيِّ وَالْعَشَّارِ.». وبحسب التفسير فإن الحرمان يتطلب:
1. المواجهة بين الفاعل والفرد الذي أخطأ في حقه.
2. إذا فشل ذلك ، فإن المواجهة بين الفاعل والشخص المتضرر وشاهدين أو ثلاثة شهود على أفعال الخطيئة هذه.
3. إبلاغ راعي المصلين بالموضوع.
4. مواجهة بين الراعي والموضوع

تعمل العديد من الطوائف اللوثرية وفقاً لفرضية أن الجماعة بأكملها (وليس راعي الرعية وحده)يجب أن تتخذ الخطوات المناسبة للحرمان الكنسي ، ولا توجد دائمًا قواعد دقيقة ، لدرجة أن التجمعات الفردية غالبًا ما تضع قواعد لحرم الناس العاديين (على العكس من ذلك) لرجال الدين). على سبيل المثال ، قد تطلب الكنائس أحيانًا إجراء تصويت في قداس الأحد ؛ تتطلب بعض التجمعات أن يكون هذا التصويت بالإجماع.
كانت كنيسة السويد تلزم جميع الرعايا بزيارة الكنيسة أيام الآحاد (Konventikelplakatet) لجميع السويديين من 1600 إلى 1858 باعتبارها المنظمة الدينية الوحيدة المسموح بها في البلاد، مع استثناءات قليلة، مثل المعبد اليهودي الكبير في ستوكهولم والسفارات. ومع ذلك ، لا يمكن استبعاد المرء من مؤسسة حكومية إلزامية للجميع بموجب القانون. يحتوي هذا الموضوع على بعض الجوانب المثيرة للاهتمام من الحرمان الكنسي لبرلمان السويد بموجب القانون الكنسي من الكنيسة الكاثوليكية والحظر (إضراب الكنيسة الكاثوليكية) كخلفية للإصلاح في السويد. في الكنيسة السويدية والكنيسة الدنماركية، يتم طرد الأفراد المحرومين من رعيتهم أمام المصلين. ومع ذلك لا يُحظر عليهم حضور الكنيسة والمشاركة في أعمال العبادة الأخرى، على الرغم من أنهم يجب أن يجلسوا في مكان يعينه الكاهن (الذي كان على مسافة من الآخرين).
خلقت العملية اللوثرية ، على الرغم من ندرة استخدامها ، مواقف غير عادية في السنوات الأخيرة بسبب عملية الحرمان الديموقراطية إلى حد ما. أحد الأمثلة على ذلك هو محاولة طرد القاتل المتسلسل دينيس رادير من طائفته (الكنيسة الإنجيلية اللوثرية في أمريكا) من قبل الأفراد الذين حاولوا «الضغط» على أعضاء الكنيسة من زملائهم في رايدر للتصويت لصالح حرمانه الكنسي.

### الكنائس الإصلاحية
في الكنائس الكالفينية، يُنظر إلى الحرمان الكنسي عمومًا على أنه ذروة التأديب الكنسي، وهو أحد العلامات الثلاث للكنيسة. اعتراف وستمنستر من الإيمان يرى الحرمان الكنسي الخطوة الثالثة بعد «التحذير» و «الإيقاف من سر الأفخارستيا لموسم كامل». ومع ذلك، يجادل جون كالفن في كتابه معاهد الدين المسيحي أن اللوم الكنسي لا «يحرم أولئك الذين حُرِموا من الخراب والإدانة الدائمين»، بل يهدف إلى حثهمللتوبة والمصالحة واستعادة الشركة. يلاحظ كالفن: «على الرغم من أن الانضباط الكنسي لا يسمح لنا بأن نكون على علاقة مألوفة وحميمة مع الأشخاص المحرومين، لا يزال يتعين علينا أن نسعى بكل الوسائل الممكنة لجعلهم في ذهن أفضل ، واستعادتهم إلى شركة الكنيسة ووحدتها.»  يجادل عالم لاهوتي مُصلح واحد على الأقل بأن الحرمان الكنسي ليس الخطوة الأخيرة في العملية التأديبية. إذ يقول عالم الدين المسيحي جاي إي. آدامز بأنه في الحرمان الكنسي، لا يزال الجاني يُنظر إليه على أنه أخ، لكن في الخطوة الأخيرة يصبحون «الوثنيين وجامعي الضرائب» (متى 18:17). كتب آدامز: «لا يوجد مكان في الكتاب المقدس يوجد فيه الحرمان الكنسي (الإزالة من شركة مائدة الرب ، وفقًا لآدامز) مساويًا لما يحدث في الخطوة 5 ؛ بدلاً من ذلك ، تسمى الخطوة 5" إزالة من الوسط ، والتسليم للشيطان ، " وما شابه ذلك.»
يتناول جوناثان إدواردز، رئيس جامعة برنستون وعالم اللاهوت السابق، فكرة الحرمان الكنسي على أنها «إزالة من زمالة مائدة الرب» في أطروحته بعنوان «طبيعة الحرمان ونهايته». يجادل إدواردز بأنه «على وجه الخصوص ، يُحظر علينا مثل هذه الدرجة من ربط أنفسنا بـ (الحرفيين)، كما هو الحال في جعلهم ضيوفنا على طاولاتنا، أو في أن نكون ضيوفهم على طاولاتهم ؛ كما هو واضح في النص ، حيث نحن أمرهم ألا يكون معهم صحبة ، ولا ألا يأكلوا». يصر إدواردز على أن «هذا يعني عدم تناول الطعام معهم في العشاء الرباني ، بل الأكل الشائع ، يتضح من الكلمات ، أن الأكل هنا ممنوع ، من أدنى درجات التكفير ، وهي ممنوعة. يقول الرسول: `` لا ترافقوا مثل هذا ، لا لا تأكلوا - بقدر ما نقول ، لا ليسوا في درجة منخفضة جدًا بحيث تأكلون معه. لكن الأكل معه في عشاء الرب هو أعلى درجات الشركة المسيحية المرئية. من يستطيع أن يفترض أن الرسول قصد ما يلي: انتبهوا ولا تصدقوا رجلاً ، لا بقدر ما تكونون في أعلى درجات الشركة التي يمكنكم الحصول عليها؟ إلى جانب ذلك ، يذكر الرسول هذا الأكل كطريقة للحفاظ على الصحبة التي قد تربطهم بالوثنيين. يقول لهم ألا يرافقوا الزناة. ثم يخبرهم ، لا يقصد مع زناة هذا العالم ، أي الوثنيين ؛ لكنه يقول ،» إذا كان أي رجل يُدعى أخًا زانيًا ، وما إلى ذلك مع مثل هذا الشخص فلا يرافقه ، فلا يأكل«. وهذا يوضح أن الرسول لا يقصد الأكل على مائدة الرب. لذلك ، قد لا يصحبون الوثنيين ، أكثر مما يصحبون مع شخص محروم».

### الكنائس الميثودية
في الحركة الميثودية، يمكن طرد جميع رعايا الكنيسة وحرمهم دينياً بعد «محاكمة أمام هيئة محلفين من أقرانهم، وبعد حصولهم على امتياز الاستئناف أمام محكمة أعلى». ومع ذلك ، يمكن رفع الحرمان بعد تقديم كفارة كافية. قام جون ويسلي، مؤسس الكنائس الميثودية ، بطرد أربعة وستين عضوًا من جمعية نيوكاسل الميثودية وحدها للأسباب التالية:
اثنان لكسر السبت المعتاد.

سبعة عشر للسُّكر.

اثنان لبيع الخمور الروحية بالتجزئة.
 
ثلاثة للشِّجار وافتعال الشجار. 

واحدة لضرب زوجته.

ثلاثة للكذب المعتاد المتعمد.
 
أربعة للحجج والكلام الفاسد.

واحد للانشغال بالكسل والكسل.

### شهود يهوه
يمارس شهود يهوه شكلاً من أشكال الحرمان الكنسي ، باستخدام مصطلح «التنصل»، في الحالات التي يُعتقد فيها أن أحد الأعضاء ارتكب دون ندم واحة أو أكثر من «الخطايا الجسيمة» العديدة الموثقة. تستند هذه الممارسة إلى تفسيرهم لكورنثوس الأولى 5: 11-13 «وَأَمَّا الآنَ فَكَتَبْتُ إِلَيْكُمْ: إِنْ كَانَ أَحَدٌ مَدْعُوٌّ أَخًا زَانِيًا أَوْ طَمَّاعًا أَوْ عَابِدَ وَثَنٍ أَوْ شَتَّامًا أَوْ سِكِّيرًا أَوْ خَاطِفًا، أَنْ لاَ تُخَالِطُوا وَلاَ تُؤَاكِلُوا مِثْلَ هذَا. لأَنَّهُ مَاذَا لِي أَنْ أَدِينَ الَّذِينَ مِنْ خَارِجٍ؟ أَلَسْتُمْ أَنْتُمْ تَدِينُونَ الَّذِينَ مِنْ دَاخِل؟ أَمَّا الَّذِينَ مِنْ خَارِجٍ فَاللهُ يَدِينُهُمْ. «فَاعْزِلُوا الْخَبِيثَ مِنْ بَيْنِكُمْ»» و 2 يوحنا 10 («لا تقبله أبدًا في منزلك أو تقول له تحية»). ويُفسرون هذه الآيات على أنها تعني أن أي مؤمن معمَّد ينخرط في «خطايا جسيمة» يجب طرده من المصلين ونبذهم.
عندما يعترف عضو أو يتهم بارتكاب خطيئة جسيمة، يتم تشكيل لجنة قضائية من ثلاثة من كبار السن على الأقل. تقوم هذه اللجنة بالتحقيق في القضية وتحديد حجم الخطيئة المرتكبة. إذا اعتبر الشخص مذنبًا بجريمة إنكار ، تقرر اللجنة بعد ذلك ، على أساس موقف الشخص و «الأعمال التي تليق بالتوبة»،  ما إذا كان الشخص سيُعتبر تائبًا. قد تشمل «الأعمال» محاولة تصحيح الخطأ ، وتقديم الاعتذار لأي شخص أساء إليه ، والامتثال لمحامي سابق. إذا رأت مذنب ولكن التائبين، لا الشخص ولكن وبخ رسميا ولديه القيود المفروضة، الذي يمنع الفرد من الأنشطة المختلفة مثل تقديم المحادثات، وتقديم الصلوات العامة أو الإدلاء بتعليقات في الاجتماعات الدينية. إذا تم اعتبار الشخص مذنبًا وغير نادم ، فسيتم استبعاده. ما لم يتم تقديم استئناف في غضون سبعة أيام ، يتم إخلاء السبيل رسميًا من خلال إعلان في اجتماع خدمة المصلين التالي. يتم منح الاستئناف لتحديد ما إذا كان هناك شعور بوقوع أخطاء إجرائية قد تكون قد أثرت على النتيجة.
إن التخلي عن العلاقات هو قطع العلاقات الودية بين جميع شهود يهوه والشخص المنبوذ من الحزب. عادةً ما يقتصر التفاعل مع الأسرة الممتدة إلى الحد الأدنى ، مثل التواجد في قراءة الوصايا وتوفير الرعاية الأساسية لكبار السن. داخل الأسرة ، قد يستمر الاتصال العائلي النموذجي ، ولكن بدون زمالة روحية مثل دراسة الكتاب المقدس العائلية والمناقشات الدينية. قد يستمر آباء القصر الذين تم طردهم من المنزل والذين يعيشون في منزل العائلة في محاولة إقناع الطفل بتعاليم المجموعة. يعتقد شهود يهوه أن هذا النوع من التأديب يشجع الشخص الذي لم يلتزم به على الامتثال للمعايير الكتابية ويمنع الشخص من التأثير على أعضاء آخرين في الجماعة.
جنبا إلى جنب مع انتهاكات الشهود الأخلاقية ، فإن الاختلاف الصريح مع تعاليم شهود يهوه يعتبر سببا للتخلي عن القانون. وُصِف هؤلاء الأشخاص على أنهم «مرتدون» ويوصفون في أدبيات جمعية برج المراقبة بأنهم «مرضى عقليًا». كانت أوصاف «المرتدين» الواردة في أدبيات الشهود موضع تحقيق في المملكة المتحدة لتحديد ما إذا كانوا ينتهكون قوانين الكراهية الدينية. يدعي عالم الاجتماع أندرو هولدن أن العديد من الشهود الذين قد ينشقون لولا ذلك بسبب خيبة الأمل من المنظمة وتعاليمها ، يظلون منتسبين خوفًا من النبذ وفقدان الاتصال بالأصدقاء وأفراد الأسرة. يستخدم التجنب أو التهرب ما يعرف بالعدوان العلائقي في الأدب النفسي. عند استخدامه من قبل أعضاء الكنيسة والآباء وأعضاء الزوج / الزوجة ضد الآباء الطرفيين ، فإنه يحتوي على عناصر مما يسميه علماء النفس الاغتراب الأبوي . قد يتسبب النبذ الشديد في صدمة لمنبوذ (ومن يعولونهم) مماثلة لما تمت دراسته في علم نفس التعذيب.
التفكك هو شكل من أشكال التنصل حيث يعرب العضو شفهياً أو كتابياً عن عدم رغبته في الارتباط بشهود يهوه ، بدلاً من ارتكاب أي «خطيئة» محددة. قد يقرر الحكماء أيضًا أن الفرد قد انفصل ، دون أي بيان رسمي من قبل الفرد ، عن طريق إجراءات مثل قبول نقل الدم ،  أو للانضمام إلى منظمة دينية أخرى  أو منظمة عسكرية. الأفراد الذين يعتبرهم الكبار غير مرتبطين لا يمنحون حق الاستئناف.
في كل عام ، يُطلب من شيوخ المصلين النظر في الاجتماع مع الأفراد الذين تم استبعادهم لتحديد الظروف المتغيرة وتشجيعهم على متابعة إعادة تعيينهم. لا تكون الاستعادة تلقائية بعد فترة زمنية معينة ، ولا يوجد حد أدنى للمدة ؛ يمكن للأشخاص الذين تم استبعادهم من المستجيبين التحدث إلى كبار السن في أي وقت ولكن يجب عليهم تقديم طلب كتابي للنظر في إعادتهم إلى المصلين. ينظر الحكماء في كل حالة على حدة ، ويُطلب منهم ضمان «مرور الوقت الكافي للشخص الذي تم استبعاده لإثبات أن مهنته بالتوبة حقيقية». تجتمع لجنة قضائية مع الفرد لتحديد توبته ، وإذا ثبت ذلك ، يُعاد الشخص إلى الجماعة ويمكن أن يشارك مع المصلين في خدمتهم الرسمية (مثل الوعظ من بيت إلى بيت)،  ولكن يحظر التعليق في الجلسات أو تولي أي امتيازات لمدة تحددها اللجنة القضائية. إذا أمكن ، يتم اختيار نفس أعضاء اللجنة القضائية الذين رفضوا قبول الشخص لجلسة الإعادة. إذا كان مقدم الطلب في منطقة مختلفة ، فسوف يلتقي الشخص بلجنة قضائية محلية ستتواصل إما مع اللجنة القضائية الأصلية إذا كانت متوفرة أو مع لجنة جديدة في المصلين الأصلي.
لا يمكن تعيين الشاهد الذي تم توبيخه رسميًا أو إعادته إلى منصبه في أي امتياز خاص للخدمة لمدة سنة واحدة على الأقل. الخطايا الجسيمة التي تنطوي على اعتداء جنسي على الأطفال تحرم الخاطئ بشكل دائم من التعيين في أي امتياز خدمة جماعي ، بغض النظر عما إذا كان الخاطئ قد أدين بأي جريمة علمانية.